# Stenogyne kaalae
Stenogyne kaalae är en kransblommig växtart som beskrevs av Heinrich Wawra. Stenogyne kaalae ingår i släktet Stenogyne och familjen kransblommiga växter.

## Underarter
Arten delas in i följande underarter:
- S. k. kaalae
- S. k. sherffii